# Jean Audureau
Pour les articles homonymes, voir Audureau.
Jean Audureau, né le 2 juillet 1932 à Cholet (Maine-et-Loire) et mort le 5 janvier 2002 à Paris 14e, est un dramaturge français. 
Son œuvre, très singulière, comprend assez peu de pièces mais elles ont marqué l'écriture dramatique de son siècle et furent créées ou jouées avec un grand retentissement, provoquant parfois de violents débats tout en sachant captiver les premières scènes nationales, leurs plus prestigieux acteurs (Denise Gence, François Chaumette, Catherine Samie, Françoise Seigner...), ainsi que des metteurs en scène de renom.

## Œuvres (créations scéniques)
- 1966 : À Memphis il y a un homme d’une force prodigieuse, mise en scène Antoine Bourseiller, Festival du Marais
- 1973 : Le Jeune Homme, mise en scène Pierre Debauche, Théâtre des Amandiers-Nanterre
- 1978 : La Lève, mise en scène Henri Ronse, Théâtre Oblique
- 1981 : Le Jeune Homme, mise en scène Dominique Quéhec, Théâtre national de Chaillot
- 1981 : À Memphis il y a un homme d’une force prodigieuse, mise en scène Henri Ronse, Comédie-Française au Théâtre national de l'Odéon ; publié aux éditions Médianes en 1993 avec des illustrations de Patrick Lanneau
- 1983 : Félicité, mise en scène Jean-Pierre Vincent, création mondiale à la Comédie-Française avec entrée au Répertoire
- 1993 : Katherine Barker, mise en scène Jean-Louis Thamin, Festival de Blaye
- 1994 : Festival Audureau x 4 : Le Jeune Homme, mise en scène Éric Vigner, La Lève, mise en scène Pierre Vial,  Félicité, mise en scène Pascal Rambert, Katherine Barker, mise en scène Jean-Louis Thamin, Théâtre de la Commune-Aubervilliers
- 1996 : Hélène, mise en scène Jean-Louis Thamin, Théâtre du Port de la Lune (Bordeaux), Comédie-Française au Théâtre du Vieux-Colombier
- 2006 : La Saga des Barker : Katherine Barker & Hélène, mise en scène Serge Tranvouez, Centre Dramatique National de Reims, Théâtre de la Ville (Les Abbesses), Comédie de Caen, Comédie de Saint-Étienne
- 2006 : L'Élégant Profil d'une Bugatti sous la lune, mise en scène Serge Tranvouez, Comédie-Française au Théâtre du Vieux-Colombier

## Publications
- 1992 : Katherine Barker, extraits, illustrations de Serge Plagnol, Area, Alin Avila éditeur